# Policondritis recidivante
La policondritis recidivante es una enfermedad inflamatoria sistémica de causa desconocida, caracterizada por la presencia de lesiones recurrentes en las estructuras cartilaginosas, órganos de los sentidos y sistema cardiovascular. Principalmente afecta al pabellón auricular, tabique nasal, laringe, tráquea y articulaciones. En ocasiones se puede relacionar con otras enfermedades autoinmunes sistémicas.
Es una enfermedad poco frecuente. Afecta predominantemente a la raza caucásica en la 3ª y 6ª décadas de la vida.

## Cuadro clínico
Los principales hallazgos son consecuencia de la inflamación de las diversas estructuras cartilaginosas del organismo: pabellón auricular, nariz, laringe, tráquea, bronquios, costillas, etc. También es frecuente encontrar artritis (que afecta a grandes y pequeñas articulaciones con afectación oligo o poliarticular, asimétrica, migratoria, de curso intermitente y episódico, sin erosiones ni positividad para el factor reumatoide), inflamación ocular (epiescleritis y escleritis), hipoacusia, por inflamación y estenosis del conducto auditivo externo, y diversas manifestaciones dermatológicas inespecíficas: erupciones máculo-papulares, vesículas, púrpura, eritema nodoso.
Con menor frecuencia se observan manifestaciones cardiovasculares, que son la segunda causa de muerte tras las complicaciones respiratorias. Comprenden vasculitis de vasos de pequeño, mediano y gran calibre, tanto arteriales como venosos, aneurismas de aorta torácica y abdominal, dilatacíón de aorta ascendente e insuficiencia aórtica, trastornos del ritmo cardíaco, miocarditis, pericarditis, etc.

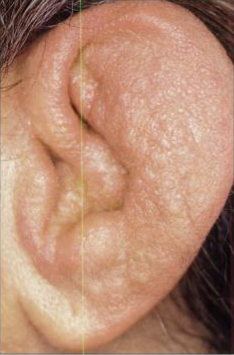
Pabellón auricular y el trago están hipersensibles, rojos y tumefactos, sin afectación del trago; solo se han inflamado las partes que contienen cartílago.

## Tratamiento
Dado que se trata de una enfermedad de baja prevalencia, no existen ensayos clínicos controlados y el tratamiento se basa en la experiencia clínica.
Se han utilizado antiinflamatorios no esteroideos o colchicina en las formas leves iniciales. Por lo general no suelen ser suficientes para el control de los síntomas y se requiere la administración de corticoesteroides. En los casos refractarios o en aquellos que se requiere una dosis elevada persistentemente de corticoides se ha ensayado el uso de diferentes inmunosupresores (metotrexato, azatioprina, ciclosporina, etc.) con buenos resultados.
Si la complicación laringo-traqueal es grave, en algunos casos es necesaria la realización de traqueotomía temporal o permanente.
Esta inflamación del cartílago puede producir también, hematomas los cuales con una extracción de sangre es completamente solucionado en el tiempo ideal (4 a 8) semanas de inflamado el cartílago.